# Fredericus Maria Alphonsus Josephus de van der Schueren
Fredericus Maria Alphonsus Josephus ridder de van der Schueren ('s-Hertogenbosch, 24 januari 1878 - Oosterhout, 26 januari 1965) was een Nederlands burgemeester.

## Levensloop
De van der Schueren was een telg uit het geslacht De van der Schueren en een zoon van lokaal en provinciaal bestuurder Ludovicus Franciscus Cornelius Hubertus Michaël ridder de van der Schueren (1841-1921) en Marie Hillegonda Charlotte Philippine de Nerée tot Babberich (1846-1924), telg uit het geslacht De Nerée. Hij trouwde in 1914 met Elisabeth Maria Josepha Alphonsa barones van Voorst tot Voorst (1884-1957), telg uit het geslacht Van Voorst tot Voorst; ze kregen negen kinderen. Hij was een broer van Joannes Adrianus Alphonsus Josephus Maria ridder de van der Schueren (1876-1936), burgemeester van Ravenstein.
In 1906 werd De van der Schueren benoemd tot majoor-commandant van het 9e bataljon der rustende schutterij in Gelderland.
De van der Schueren werd bij koninklijk besluit van 18 december 1908 benoemd tot burgemeester van Raamsdonk, een ambt dat hij tot 1918 zou bekleden. Daarna werd hij per 19 februari 1918 benoemd tot burgemeester van Oosterhout waar hij dertig jaar burgemeester zou zijn, met een onderbreking tijdens de oorlogsjaren. Hij was tevens jarenlang, vanaf 1918, kantonrechter-plaatsvervanger te Oosterhout, maar werd als velen in die functie per 1 januari 1934 wegens bezuinigingen uit die functie ontslagen.